# Suleiman Cassamo
Suleiman Cassamo (* 2. November 1962 in Marracuene) ist ein mosambikanischer Schriftsteller.
Suleiman Cassamo ist studierter Ingenieurwissenschaftler. Als Schriftsteller veröffentlicht er Erzählungen und Chroniken in Zeitschriften. Er ist Mitglied der mosambikanischen Schriftstellervereinigung (Associação de Escritores Moçambicanos), deren Generalsekretär er von 1997 bis 1999 war.
Er wurde 1994 für seine Erzählung O Caminho de Phati mit dem Prémio Guimarães Rosa von Radio France Internationale ausgezeichnet.

## Werke
- O regresso do morto – 1989, Erzählungen (ISBN 9789722110983)
- Amor de Baobá – 1997, Chroniken (ISBN 9789722111522)
- Palestra para Um Morto – 1999, Roman (ISBN 9789722112925)

| Personendaten    | Personendaten                   |
| ---------------- | ------------------------------- |
| NAME             | Cassamo, Suleiman               |
| KURZBESCHREIBUNG | mosambikanischer Schriftsteller |
| GEBURTSDATUM     | 2. November 1962                |
| GEBURTSORT       | Marracuene                      |